# أولاد علي (لغليميين)
أولاد علي هو دُوَّار يقع بجماعة لغنيميين، إقليم برشيد، جهة الدار البيضاء سطات في المملكة المغربية. ينتمي الدوّار لمشيخة لغليميين التي تضم 11 دوار. يقدر عدد سكانه بـ 1033 نسمة حسب الإحصاء الرسمي للسكان والسكنى لسنة 2004.

## روابط خارجية
- البوابة الوطنية للجماعات الترابية
- المندوبية السامية للتخطيط